# Diachasmimorpha torricelliensis
Diachasmimorpha torricelliensis är en stekelart som först beskrevs av Fischer 1971.  Diachasmimorpha torricelliensis ingår i släktet Diachasmimorpha och familjen bracksteklar. Inga underarter finns listade i Catalogue of Life.